# Lucarré
Lucarré település Franciaországban, Pyrénées-Atlantiques megyében. Lakosainak száma 64 fő (2022. január 1.). Lucarré Bentayou-Sérée, Luc-Armau, Momy és Peyrelongue-Abos községekkel határos.

## Népesség
A település népességének változása:
| Lakosok száma | 59   | 58   | 57   | 59   | 61   | 63   | 63   | 62   | 64   |
|               | 2013 | 2015 | 2016 | 2017 | 2018 | 2019 | 2020 | 2021 | 2022 |